# Hispar Muztagh

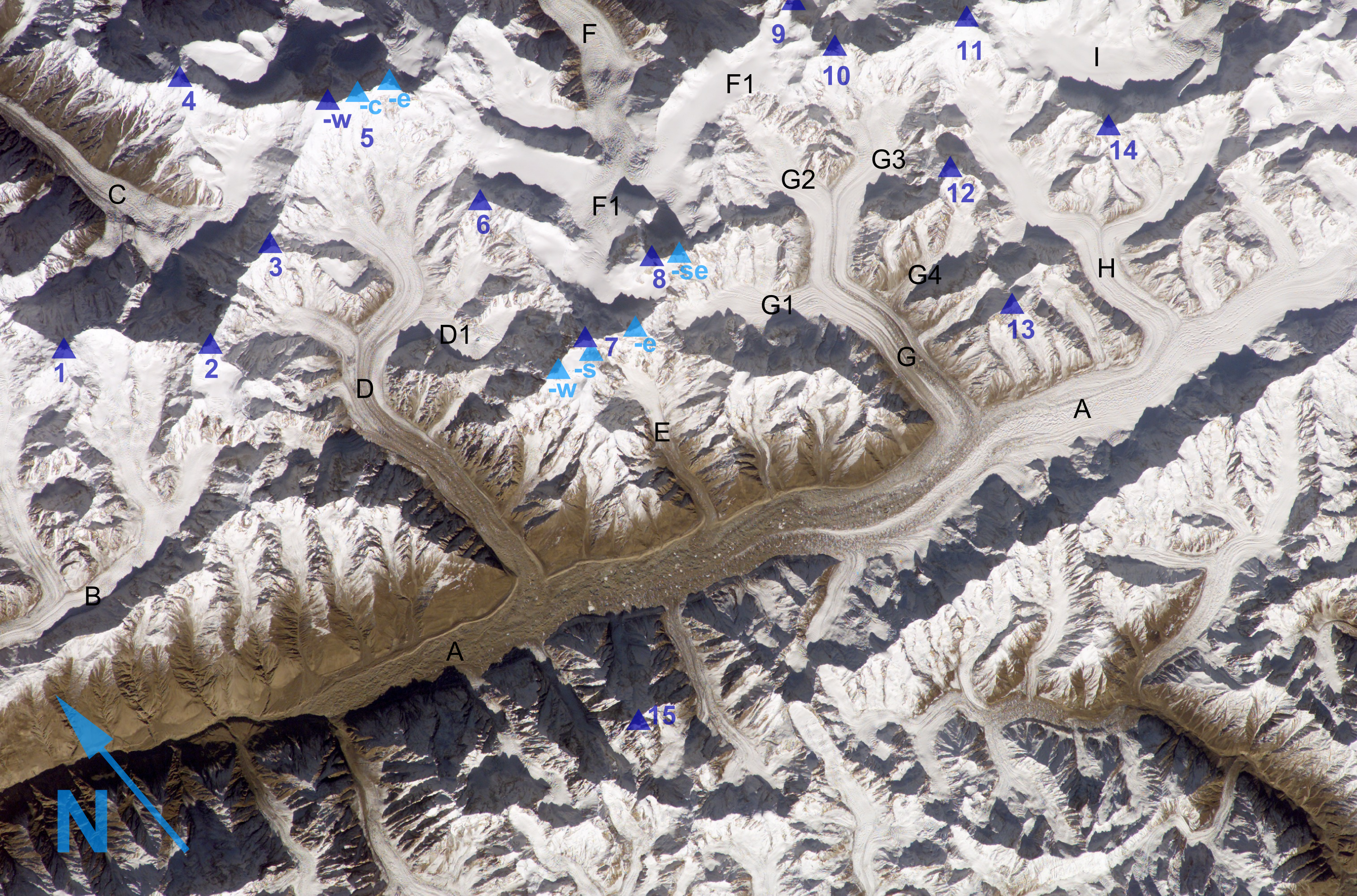
Visão do glaciar Hispar e do maciço Hispar Muztagh. Foto original ISS-14-E-6851 capturada pela NASA; trabalho derivado por Rupert Pupkin. Domínio público. 3 de março de 2010.

Hispar Muztagh é uma subcordilheira do Caracórum. Fica na região de Gojal na região de Gilgit-Baltistão, Paquistão. É a segunda subcordilheira mais alta do Caracórum depois do Baltoro Muztagh. Os montes mais altos do Hispar Muztagh são o Distaghil Sar (7885 m), o Khunyang Chhish (7852 m), o Kanjut Sar (7790 m) e o Trivor (7757 m).

## Alguns picos Hispar Muztagh
| Mountanha          | Altitude (m) | Altitude (pés) | Coordenadas                  | Proeminência (m) | Cume-pai           | Primeira ascensão |
| ------------------ | ------------ | -------------- | ---------------------------- | ---------------- | ------------------ | ----------------- |
| Distaghil Sar      | 7885         | 25869          | 36° 19′ 33″ N, 75° 11′ 18″ L | 2525             | K2                 | 1960              |
| Khunyang Chhish    | 7823         | 25666          | 36° 12′ 19″ N, 75° 12′ 28″ L | 1765             | Distaghil Sar      | 1971              |
| Kanjut Sar         | 7760         | 25558          | 36° 12′ 18″ N, 75° 25′ 04″ L | 1690             | Khunyang Chhish    | 1959              |
| Trivor             | 7577         | 24859          | 36° 17′ 15″ N, 75° 05′ 10″ L | 1000             | Distaghil Sar      | 1960              |
| Pumari Chhish      | 7492         | 24580          | 36° 12′ 40″ N, 75° 15′ 10″ L | 884              | Khunyang Chhish    | 1979              |
| Yukshin Gardan Sar | 7469         | 24505          | 36° 15′ 00″ N, 75° 22′ 30″ L | 1313             | Pumari Chhish      | 1984              |
| Momhil Sar         | 7414         | 24324          | 36° 19′ 04″ N, 75° 02′ 11″ L | 990              | Trivor             | 1964              |
| Yazghil Dome South | 7324         | 24029          | 36° 19′ N, 75° 13′ L         | <500             | Distaghil Sar      | ???               |
| Yutmaru Sar        | 7283         | 23894          | 36° 13′ 40″ N, 75° 22′ 05″ L | 620              | Yukshin Gardan Sar | 1980              |
| Lupghar Sar        | 7200         | 23622          | 36° 20′ 52″ N, 75° 00′ 57″ L | 730              | Momhil Sar         | 1979              |
| Bularung Sar       | 7200         | 23622          | 36° 18′ N, 75° 08′ L         | <500             | Trivor             | ???               |